# أميرة جاد
أميرة جاد هي مشرفة فنية وكاتبة ومحررة مصرية في مجال الفن والعمارة الحديثة والمعاصرة، ولدت في فرنسا ونشأت في المملكة العربية السعودية. تشغل حاليًا منصب رئيس البرامج في «لايت آرت سبيس»، وهي مؤسسة خاصة مقرها برلين.

## أنشطة
أميرة جاد هي محاضرة زائرة منتظمة في معهد سوثبي للفنون في لندن ومدارس فنية أخرى بالإضافة إلى إلقائها المحاضرات، والدروس وورش العمل مثل حدث أكاديمية "Frieze" الذي كان بعنوان «كيفية تنظيم معرض».

## معارض مختارة
- ألبرت أولين (2019)

- هيتو ستيرل: محطات توليد الطاقة (2019) (مع بن فيكرز وكاي واتسون وأمل خلف)
- سوندرا بيري: إعصار قادم (2018)[5]
- عبد الناصر غارم وهيمو زوبرنيق: أشكال هدامة للنحت الاجتماعي (2018)[6]
- اللمسة التي صنعتك (2017)[7][8]
- آرثر جافا: سلسلة من الأشياء غير المحتملة تمامًا، وغير العادية مع ذلك (بالتعاون مع هانز أولريش أوبريست)، 2017 - حتى الآن[9]
- جون لاثام: منظر عالمي، 2017[1]
- زها حديد: اللوحات والرسومات المبكرة (بالاشتراك مع هانز أولريش أوبريست)، 2016[10]
- هيلين مارتن: منزل بُني مخمور، 2016[10]
- أنجيلا بولوك وماريا زيريس: النظر في الديناميكيات وأشكال الفوضى، 2016[11]
- هاك سبيس (بالتنسيق مع هانز أولريش أوبريست)، 2016[12][13]
- سايمون ديني: منتجات للتنظيم، 2015
- جيمي دورهام: عناصر وشكاوى مختلفة، 2015[14]
- لينيت يادوم بواكي: آيات بعد الغسق، 2015[15]
- خوليو لو بارك: رسومات وألعاب، 2014[16]
- راينر روثينبيك، 2014[16][17]
- بلو تايمز (بالتعاون مع نيكولاس شافهاوزن)، 2014[18]
- أنجيلا بولوك: دراما كبيرة قصيرة (بالاشتراك مع نيكولاس شافهاوزن)، 2012[19]

## بيبلوجرافيا
- لي يوفان: فن اللقاء (محررة)، 2019.[20]
- سوندرا بيري: إعصار قادم (محررة)، 2018.[21]
- آرثر جافا: سلسلة من الأشياء غير المحتملة تمامًا، وغير العادية مع ذلك (محررة)، 2018.[22]
- جون لاثام: منظر عالمي (محررة وكاتبة)، 2017[23]
- زها حديد: اللوحات والرسومات المبكرة (محررة)، 2016.[24]
- هيلين مارتن: منزل بُني مخمور (محررة)، 2016.[25]
- أنجيلا بولوك وماريا زيريس: النظر في الديناميكيات وأشكال الفوضى (محررة)، متحف الشارقة للفنون 2016[26]
- سايمون ديني: منتجات للتنظيم (محررة وكاتبة)، 2015[27]
- جيمي دورهام: عناصر وشكاوى مختلفة (محررة)، 2015[28]
- لينيت يادوم بواكي: آيات بعد الغسق (محررة وكاتبة)، 2015[29]
- كادت الجريمة أن تكون مثالية (محررة)، 2014.[30]
- الأخلاق في شظايا (محررة)، 2014.[31]
- طارق رمضان: عن التنوع الفائق (محررة)، 2012.[32]
- ميكي كراتسمان: كل ما يتعلق بنا (محررة مساعدة)، 2011.[33]

## الجوائز
- رشحتها الصنداي تايمز لجائزتها للنساء اللوات تقدن عالم الفن، المملكة المتحدة[34]
- حازت على جائزة ريتشارد شلاجمان لعام 2019 عن فئة كتاب الفنان المتميز.[35]
- جائزة AICA 2018: معرض العام، ألمانيا[36]
- جائزة سكاي آرتس 2016: فئة الفنون المرئية، المملكة المتحدة[37]
- جائزة أفضل تصميم كتاب هولندي لعام 2015، هولندا[38][39]
- جائزة AICA 2014: معرض العام، هولندا[40]